# Festival de Cinema de Tribeca

Logo do festival

Festival de Cinema de Tribeca (em inglês: Tribeca Film Festival) é um festival de cinema fundado em 2002 por Jane Rosenthal, Robert De Niro e Craig Hatkoff em homenagem às vítimas dos ataques de 11 de setembro de 2001 ao World Trade Center e à perda de vidas no bairro de TriBeCa, em Manhattan.
A missão do festival é permitir que a comunidade internacional de cinema e o público em geral, experimentem o poder do cinema, redefinindo a experiência do festival de cinema. O Tribeca Film Festival foi fundado para comemorar Nova Iorque como um centro de produção de filmes importantes e de contribuir para a recuperação a longo prazo de Manhattan.
Com mais de 250 filmes e 1000 estreias em 2006 e 2007, o Tribeca se tornou um dos festivais de cinema mais importantes do mundo.[carece de fontes?] O festival apresenta um line-up com grande variedade de filmes independentes, incluindo documentários, os recursos narrativos e curtas-metragens, bem como um programa de filmes de família. Traz também painéis de discussão com personalidades do mundo do entretenimento e um lounge com música produzida pela ASCAP com vários artistas. Um dos componentes mais marcantes do festival é seu programa de premiação onde artistas emergentes e renomados cineastas comemoram oferecendo obras de arte originais que são dadas aos vencedores na concorrência. Artistas do programa de premiação incluem Chuck Close, Alex Katz e Julian Schnabel.

## História

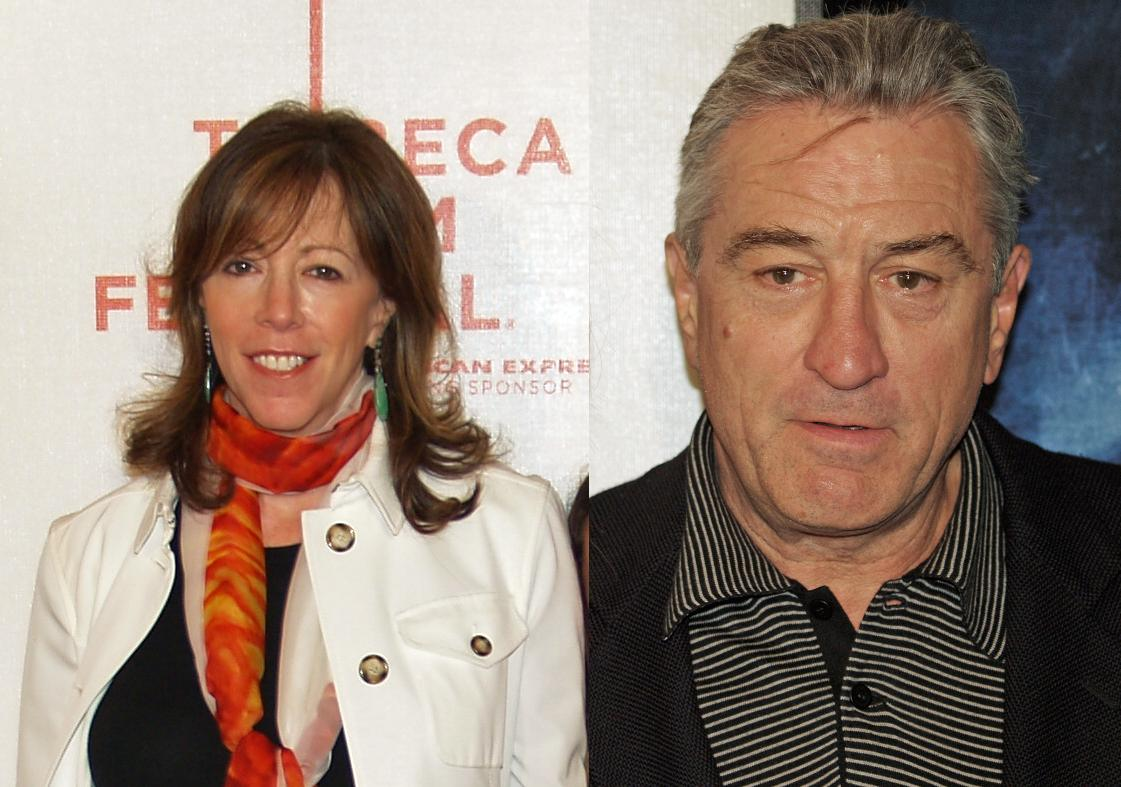
Jane Rosenthal e Robert De Niro.

O Tribeca foi inaugurado após 120 dias de planejamento com a ajuda de mais de 1300 voluntários e se tornou um sucesso de crítica e público. Foi assistido por mais de 150,000 pessoas.[carece de fontes?] Gerou mais de 10,4 milhões de dólares em receitas para os comerciantes locais.[carece de fontes?] e contou com vários cineastas. O festival incluiu documentários narrativos e competições de curta-metragem.
O Tribeca já premiou e exibiu vários filmes, dentre eles: Star Wars Episódio II: Ataque dos Clones, About A Boy (br: Um Grande Garoto), o remake de Insomnia (br: Insônia), Divine Secrets of the Ya-Ya Sisterhood (br: Divinos Segredos), The League of Extraordinary Gentlemen (br: A Liga Extraordinária) e Homem-Aranha 3.
Em 2024 o festival realizou-se em Lisboa.

## Categorias
Ao todo os prêmios são divididos em oito categorias principais, mais o Student Visionary Award.
- Melhor Filme
- Melhor Curta-metragem
- Melhor Diretor (Filme)
- Melhor Ator
- Melhor Atriz
- Melhor Documentário
- Melhor Diretor (Documentário)
- Melhor Curta-documentário
- Student Visionary Award